# ゆめまなこ
ゆめまなこは、日本の男女お笑いコンビ。浅井企画所属（2023年12月30日より）、東京演芸協会所属。

## メンバー
- まるゆか（1992年1月31日（33歳） - ）

ツッコミ担当。
本名・丸山 友加（まるやま ゆか）。
公称サイズ：身長156cm、体重48kg、靴のサイズ23.5cm、血液型AB型 。
東京都葛飾区出身。
東京都立小岩高等学校、日本女子体育大学（健康スポーツ学専攻）卒業。
趣味はソフトボール、散歩、波裏スイム。
ライフセーバーの資格を持つ。
漫画も得意で、事務所の先輩・かもめんたるの助言を受けて、自作の漫画をYouTubeに載せていっている。
ペットは猫の「次郎」が居る。
小学生の頃に森三中をバラエティ番組で視てかっこいいと魅了され、人に喜んでもらえるようになりたいとお笑い芸人になりたいと思い始める。進学先に体育大学を志望したのもお笑い芸人になりたいのが前提で、ネタの中でリアクションをとるために必要な体のキレ、動きを身に付けるためだと思ったからだったという。
大学の入学式の日に先輩に勧誘され、ライフセービングのサークルに入る。なお、まるゆかは水泳はあまり得意ではなく、50mくらいしか泳げなかったとのことで、最初はシュノーケルのサークルだと勘違いしていたという。ライフセービング活動では大学生時代は静岡県下田市吉佐美地区に所属、大学3年生の時には同地区でサブチーフを務め、ジュニアの指導も行っていた。
ライフセービング競技会では、以下のような戦績を残している。
第14回神奈川ライフセービング選手権大会　ボードレース女子 第3位
第25回全日本ライフセービング種目別選手権大会 オーシャンウーマンリレー　第6位
第27回全日本ライフセービング学生選手権大会　ボードリレー女子　第4位
第28回全日本ライフセービング学生選手権大会　ボードリレー女子　第8位、オーシャンウーマンリレー　第7位
芸人デビュー以後も引き続き、ライフセービング活動を続けている。
大学3年生の時にワタナベコメディスクールの広告を電車内で見かけてて改めてお笑い芸人志望だったことを思い出し、同スクールに合格して大学に通いながら土曜コースに通う。スクール時代は高校生の女子とコンビを組んでいたことがあった。このコンビを解散して以後、現コンビ結成まではピン芸人として活動。
ライフセーバー経験を活かして消防士も志望していたが、公務員試験とワタナベコメディスクールの最終審査日が重なり、悩んだ末、母に相談したところ「自分の好きなことをやりなさい」と言われて吹っ切れて最終審査の方を選び、受けたが落選し、ワタナベエンターテインメント所属はならなかった。「イメージがイモトアヤコと被っているように見えるし、イモトのようなのはもういらない」と言われたとのこと。
芸人女子野球部『ミラクルキッシーズ』でも活動。背番号は5。
ミラクルキッシーズのチームメイトでもある牧野ステテコと同居していた。
ピンでR-1ぐらんぷりにも出場しており、この時はライフセーバーのような格好で、世の中の様々な意味で“溺れている”人を救助するというネタを披露している。
同じサンミュージックの女性芸人であるさな、Kittan（根菜キャバレー）、マジコーラル奈子とのアイドルユニット「じっく」のメンバーとしても活動。
高野正成（きしたかの）と交際していることを公表していたが、2023年1月22日放送の『マルコポロリ!』（関西テレビ）内でプロポーズされ、結婚することとなった。
- ねも（1992年3月5日（33歳） - ）

ボケ担当。
旧芸名はねもよし。浅井企画移籍後の芸名は「ねも」になっている。
公称サイズ：身長163cm、体重56.5kg、靴のサイズ26cm、血液型B型 。
静岡県出身。
諏訪東京理科大学経営情報学部経営情報学科卒業。
趣味は映画鑑賞（特にアメリカン・コミックスの映画）、整理整頓
特技はバルーンアート、フットサル 。
この他に好きなもの・ことは、電化製品、競馬、工場見学。
父親は大学教授、母親は薬剤師。まるゆか曰く「ボンボン（育ち）、潔癖性でマイペース」「能天気」。
子供のころ憧れていた芸人は、はっぱ隊（南原清隆、ビビる、ネプチューン）。

## 来歴・概説
2人ともワタナベコメディスクール17期生（2012年10月入学・2013年9月卒業）出身。ワタナベエンターテインメント所属が決まる最終審査において、まるゆかはピンで、ねもよしは違うコンビで臨んだが2人とも落選。同い年で話が合っていたということもあり、「それならダメだった同士で」ということで結成。最初に付けたコンビ名は「ちまなこ」。しかしライブのアンケートなどでこのコンビ名を否とする意見も多かったということで、「夢見るまなざし」というような意味を後付けして「ユメマナコ」と改名した。
フリーで活動した後、2014年11月にサンミュージックプロダクション所属が決まる。2023年9月24日に9年間所属したサンミュージックを退所し、その後3か月間フリーで活動した後、同年12月30日に浅井企画移籍を発表。
2人はネタ合わせの時やライブの後に喧嘩することはあっても、それ以外は仲が良いとのことで、ライブがある日には朝の同じアルバイト先で出勤から終電の時間までずっと一緒にいる時もあるという。

## 芸風
ネタは漫才、コントとも演じている。最初は両者対立するような喧嘩漫才のようなスタイルのネタを演じていたが、ボケツッコミの仕方が難しかったということからスタイルを変え、その後はまるゆかが多く話す中でねもよしがぼーっとした感じで時々話をさえぎり、まるゆかがツッコむというパターンを多く展開している。一方、コントは喧嘩ネタが多く、まるゆかは体全身でツッコミを表現している（ツッコミでヘッドスライディングをする、など）。また漫才で力強いツッコミがねもよしの耳に当たって、しばらく耳が聞こえなくなったこともあったという。

## 出演

### テレビ
- ウチのガヤがすみません!（日本テレビ）- 2015年12月13日
- 芸人報道（日本テレビ）- 2015年12月29日
- ピエール瀧のしょんないTV（静岡朝日テレビ）- 2016年6月30日・7月7日・12月8日・12月15日、2017年7月7日・7月14日、まるゆかのみ（2016年は「ミラクルキッシーズ」のメンバーとして出演）
- カンムリ（中国放送）- 2016年8月19日、まるゆかのみ「ミラクルキッシーズ」のメンバーとして出演
- 東京オーディション(仮)（TOKYO MX）- 2016年11月14日初出演
- ネタパレ（フジテレビ）- 2020年11月6日「バーチャルニュースターパレード」初出演。この回は「げんげんげんきっこ」がテーマのネタを演じた[18]。

### ラジオ
- SICの今週で最終回（ソラトニワ原宿FM）- 2016年4月 - 2018年6月　まるゆかのみ
- 簡易恋愛プログラム 宮川賢のデートの時間でそ?!（TBSラジオ） - まるゆかのみ 不定期出演

### ネット番組
- マシェバラeveryday（土曜19:40　レギュラー）～2019年